# دکتر ژیواگو (فیلم)
دکتر ژیواگو (به انگلیسی: Doctor Zhivago؛ به روسی: До́ктор Жива́го) فیلمی حماسی درام برنده ۵ جایزه اسکار به کارگردانی دیوید لین است که بر اساس رمانی به همین نام از بوریس پاسترناک در سال ۱۹۶۵ با بازی عمر شریف و جولی کریستی ساخته شد.

## بازیگران
| بازیگر         | نقش                  |
| -------------- | -------------------- |
| عمر شریف       | دکتر یوری ژیواگو     |
| جولی کریستی    | لارا                 |
| جرالدین چاپلین | تونیا                |
| راد استایگر    | ویکتور کاماروفسکی    |
| الک گینس       | ژنرال ایوگراف ژیواگو |
| تام کورتنی     | پاشا                 |
| شیوون مک‌کنا    | آنا                  |
| رالف ریچاردسون | الکساندر             |
| ریتا تاشینگهم  | دختر                 |
| آدرین کوری     | آملیا                |

## داستان فیلم
فیلم به ظاهر داستان زندگی پزشکی شاعر به نام یوری ژیواگو و عشق جاودانه‌اش لارا است اما در واقع آینه‌ای از جامعهٔ روسیه درگیر انقلاب در نیمهٔ اول قرن بیستم است. مصائبی که ژیواگو دچار آن می‌شود، درد و رنجی است که طبقهٔ متوسط روسیه در دوران زمامداری استالین و پس از انقلاب اکتبر ۱۹۱۷ به آن مبتلا می‌گردد.

## نقش‌ها
عمر شریف از کارگردان دیوید لین خواست تا او را برای نقش پاول آنتیپوف (پاشا) در نظر بگیرد و وقتی که لین به جای آن نقش اول فیلم را به او پیشنهاد داد، شریف از این پیشنهاد شگفت زده شد. همچنین وی برای ایفای نقش در این فیلم سر خود را تراشید و یک کلاه گیس قرمز پوشید تا نقش دکتر یوری ژیواگو را بازی کند. و نیز جرالدین چاپلین دختر بازیگر معروف سینما، چارلی چاپلین است که عملکرد خود در نقش تونیا را روی مادر خودش، اونا چاپلین تقلید کرد. همچنین در ابتدا جین فوندا نقش لارا که برای بازی در این فیلم به او پیشنهاد شده بود را نادیده گرفت، زیرا نمیخواست نه ماه به اسپانیا برود، اما چند هفته بعد او نظر خود را تغییر داد و به نماینده خود اطلاع داد که می‌خواهد در فیلم بازی کند؛ اما پس از آن از جولی کریستی برای بازی در نقش لارا، دعوت به عمل آمد و در نهایت جولی قراردادی را امضاء کرد و نقش لارا به وی رسید.

## حواشی

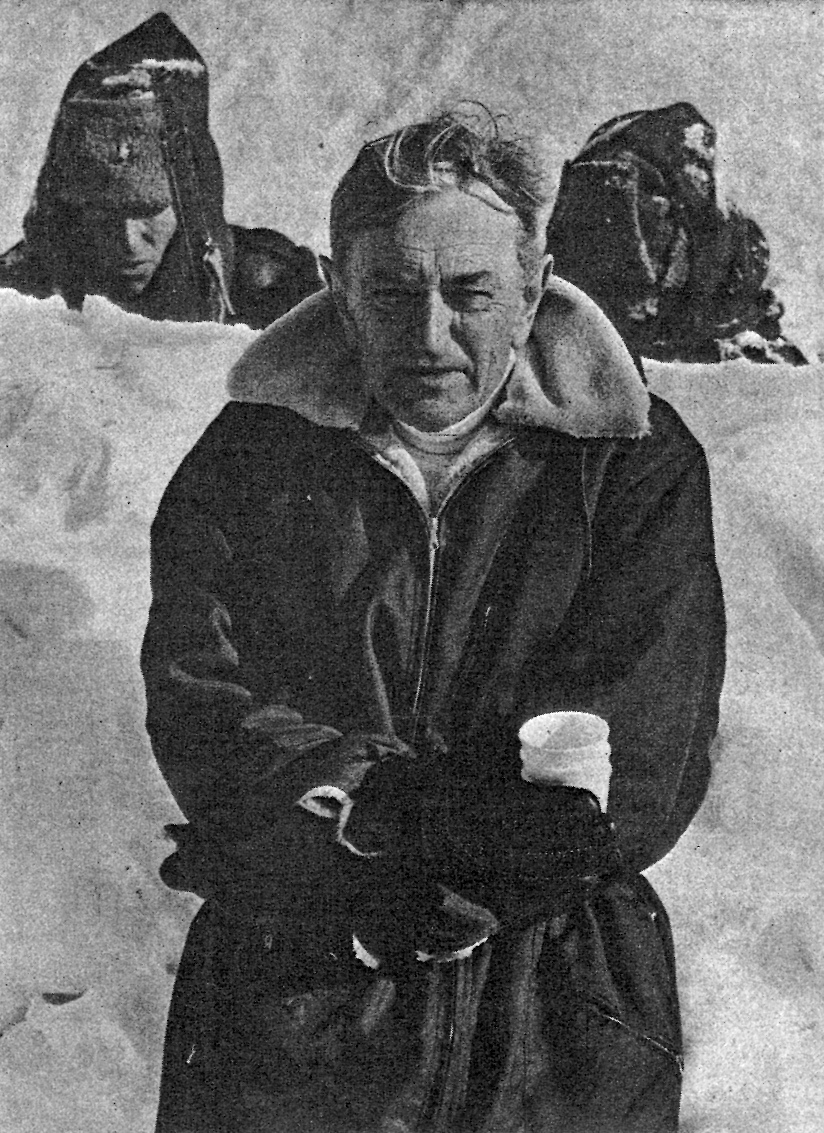
تصویری از دیوید لین در پشت صحنه فیلم دکتر ژیواگو

این فیلم در زمان رژیم ژنرال فرانکو در اسپانیا فیلمبرداری شد. یک روز، حوالی ساعت ۳ بعد از ظهر، تهیه‌کنندگان در حال فیلمبرداری از صحنه جمعیت تظاهرات کنندگانی که شعار مارکسیستی را سر می‌دادند بود، پلیس ناگهان در صحنه حاضر شد و فکر کرد انقلابی واقعی در حال وقوع است و درخصوص اطمینان از اینکه واقعاً این جمعیت و شعارها جهت فیلمبرداری است، اصرار داشت که تا پایان تظاهرات صحنه بماند. همچنین بر حسب اتفاق، افرادی که در نزدیکی این صحنه زندگی می‌کردند از صدای آواز انقلابی بیدار شده و به اشتباه فکر کرده بودند که حکومت فرانکو سرنگون شده‌است.
به این فیلم تا سال ۱۹۹۴ اجازه نمایش در روسیه داده نشد.
تهیه‌کننده فیلم کارلو پونتی در ابتدا حقوق رمان دکتر ژیواگو را خریداری کرد تا همسرش سوفیا لورن بتواند در نقش لارا بازی کند؛ با این حال دیوید لین، نمی‌خواست از لورن برای بازی در این نقش استفاده کند و ادعا کرد که او برای این نقش «خیلی قد بلند» است.

## ادوات فیلم
قطار زرهی پاشا آنتیپوف یک ماکت دقیق از قطارهایی بود که در طول جنگ جهانی اول و جنگ جهانی دوم برای مسافرت در مناطقی که با برف سنگین پوشیده شده بودند، استفاده می‌شد؛ مکان‌هایی که دسترسی کامیون‌ها یا تانک‌ها از آن مناطق را غیرممکن می‌کرد.

## ساخت
تهیه‌کننده فیلم کارلو پونتی می‌خواست این فیلم را در اتحاد جماهیر شوروی فیلمبرداری کند، اما دولت شوروی درخواست وی را رد کرد. پس به دنبال این، کارگردان دیوید لین، مکان‌هایی از یوگسلاوی و کشورهای اسکاندیناوی را بازدید کرد. از طرفی آب و هوای این مناطق خیلی سرد بود و نیز بوروکراسی در یوگسلاوی ممنوع بود؛ لذا در پایان، اکثر فیلم در کشور اسپانیا فیلمبرداری شد.
یک ماکت ده هکتاری از مسکو در کانیلا، حومه شهر مادرید ساخته شد؛ که شامل یک خیابان هشتصد متری سنگفرش شده با اتومبیل‌ها و واگن برقی، یک راه عبور برای قطار، ماکت کاخ کرملین و شصت مغازه و خانه بود که در یک خیابان غول پیکر کنار یکدیگر قرار داشتند.
این فیلم با وجود بازیگران بین‌المللی بسیار متنوع، تقریباً هیچ بازیگر روسی را در اختیار ندارد.

## جوایز
- موریس ژار، دریافت اسکار بهترین موسقی فیلم در سال ۱۹۶۵